# 羊昌布依族苗族乡
羊昌布依族苗族乡是中华人民共和国贵州省安顺市平坝区下辖的一个民族乡。

## 行政区划
羊昌布依族苗族乡下辖以下村级行政区划单位：
环宇社区筹建工作委员会、昌河村、上安村、黄土桥村、云头村、大陈寨村、新居村、蒙古村、本寨村、深冲村、陈亮村、穿石村和引阳村。